# Úszás a 2007. évi nyári európai ifjúsági olimpiai fesztiválon
A 2007. évi nyári európai ifjúsági olimpiai fesztiválon az úszás versenyszámait július 23. és 27-e között rendezték Belgrádban. A férfiak és a nők is 15-15 számban versenyeztek, továbbá volt egy férfi-női vegyes váltó szám is.

## Összesített éremtáblázat
| A 2007. évi nyári európai ifjúsági olimpiai fesztivál összesített éremtáblázata úszásban | A 2007. évi nyári európai ifjúsági olimpiai fesztivál összesített éremtáblázata úszásban | A 2007. évi nyári európai ifjúsági olimpiai fesztivál összesített éremtáblázata úszásban | A 2007. évi nyári európai ifjúsági olimpiai fesztivál összesített éremtáblázata úszásban | A 2007. évi nyári európai ifjúsági olimpiai fesztivál összesített éremtáblázata úszásban | Olimpia  |
| ---------------------------------------------------------------------------------------- | ---------------------------------------------------------------------------------------- | ---------------------------------------------------------------------------------------- | ---------------------------------------------------------------------------------------- | ---------------------------------------------------------------------------------------- | -------- |
|                                                                                          | Ország                                                                                   | Arany                                                                                    | Ezüst                                                                                    | Bronz                                                                                    | Összesen |
| 1.                                                                                       | Olaszország                                                                              | 9                                                                                        | 4                                                                                        | 2                                                                                        | 15       |
| 2.                                                                                       | Oroszország                                                                              | 8                                                                                        | 1                                                                                        | 1                                                                                        | 10       |
| 3.                                                                                       | Egyesült Királyság                                                                       | 6                                                                                        | 3                                                                                        | 5                                                                                        | 14       |
| 4.                                                                                       | Németország                                                                              | 4                                                                                        | 6                                                                                        | 3                                                                                        | 13       |
| 5.                                                                                       | Lengyelország                                                                            | 2                                                                                        | 5                                                                                        | 2                                                                                        | 9        |
| 6.                                                                                       | Svédország                                                                               | 1                                                                                        | 2                                                                                        | 3                                                                                        | 6        |
| 7.                                                                                       | Franciaország                                                                            | 1                                                                                        | 1                                                                                        | 2                                                                                        | 4        |
| 8.                                                                                       | Magyarország                                                                             | 0                                                                                        | 5                                                                                        | 9                                                                                        | 14       |
| 9.                                                                                       | Finnország                                                                               | 0                                                                                        | 1                                                                                        | 0                                                                                        | 1        |
|                                                                                          | Szlovákia                                                                                | 0                                                                                        | 1                                                                                        | 0                                                                                        | 1        |
|                                                                                          | Szlovénia                                                                                | 0                                                                                        | 1                                                                                        | 0                                                                                        | 1        |
|                                                                                          | Ukrajna                                                                                  | 0                                                                                        | 1                                                                                        | 0                                                                                        | 1        |
| 13.                                                                                      | Belgium                                                                                  | 0                                                                                        | 0                                                                                        | 1                                                                                        | 1        |
|                                                                                          | Dánia                                                                                    | 0                                                                                        | 0                                                                                        | 1                                                                                        | 1        |
|                                                                                          | Írország                                                                                 | 0                                                                                        | 0                                                                                        | 1                                                                                        | 1        |
|                                                                                          | Spanyolország                                                                            | 0                                                                                        | 0                                                                                        | 1                                                                                        | 1        |
|                                                                                          |                                                                                          |                                                                                          |                                                                                          |                                                                                          |          |
| Összesen                                                                                 | Összesen                                                                                 | 31                                                                                       | 31                                                                                       | 31                                                                                       | 93       |

## Férfi
| A 2007. évi nyári európai ifjúsági olimpiai fesztivál férfi érmesei úszásban |                                                                                  |          |                                                                          |          |                                                                                    |          |
| Versenyszám                                                                  | Arany                                                                            | Arany    | Ezüst                                                                    | Ezüst    | Bronz                                                                              | Bronz    |
| 50 m gyors                                                                   | Fabio Gimondi · Olaszország                                                      | 23,46    | Yannick Agnel · Franciaország                                            | 23,76    | Soren Barthel · Németország                                                        | 24,09    |
| 100 m gyors                                                                  | Danila Izotov · Oroszország                                                      | 51,23    | Francesco Donin · Olaszország                                            | 51,49    | Nosy Pelagie · Franciaország                                                       | 51,88    |
| 200 m gyors                                                                  | Danila Izotov · Oroszország                                                      | 1:51,03  | Kozma Dominik · Magyarország                                             | 1:52,47  | Francesco Donin · Olaszország                                                      | 1:53,77  |
| 400 m gyors                                                                  | Danila Izotov · Oroszország                                                      | 3:58,70  | Krzysztof Pielowski · Lengyelország                                      | 4:00,26  | Bemek Péter · Magyarország                                                         | 4:01,19  |
| 1 500 m gyors                                                                | Krzysztof Pielowski · Lengyelország                                              | 15:43,55 | Sergey Strelnikov · Oroszország                                          | 15:49,45 | Gyurta Gergely · Magyarország                                                      | 15:49,76 |
| 100 m hát                                                                    | Marco Fanti Rovetta · Olaszország                                                | 57,66    | Radoslaw Kawecki · Lengyelország                                         | 58,39    | Szilágyi Ádám · Magyarország                                                       | 58,60    |
| 200 m hát                                                                    | Radoslaw Kawecki · Lengyelország                                                 | 2:05,36  | Zámbó Balázs · Magyarország                                              | 2:06,32  | Linus Junefelt · Svédország                                                        | 2:07,13  |
| 100 m mell                                                                   | Andrea Toniato · Olaszország                                                     | 1:04,06  | Troy Arnicke · Németország                                               | 1:04,64  | Johan Johansson · Svédország                                                       | 1:04,87  |
| 200 m mell                                                                   | Troy Arnicke · Németország                                                       | 2:18,31  | Anton Lagerqvist · Svédország                                            | 2:19,25  | Kozma Dominik · Magyarország                                                       | 2:20,14  |
| 100 m pillangó                                                               | Kirill Chibisov · Oroszország                                                    | 55,53    | Melvin Herrmann · Németország                                            | 56,45    | Karl Botha · Egyesült Királyság                                                    | 56,50    |
| 200 m pillangó                                                               | Sergey Ivanov · Oroszország                                                      | 2:01,97  | Piotr Luczak · Lengyelország                                             | 2:03,33  | Szána Zsombor · Magyarország                                                       | 2:04,82  |
| 200 m vegyes                                                                 | Roberto Pavoni · Egyesült Királyság                                              | 2:06,96  | Kozma Dominik · Magyarország                                             | 2:07,03  | Marcin Cieslak · Lengyelország                                                     | 2:08,30  |
| 400 m vegyes                                                                 | Roberto Pavoni · Egyesült Királyság                                              | 4:28,19  | Stefano Rossa · Olaszország                                              | 4:29,79  | Sergey Strelnikov · Oroszország                                                    | 4:31,45  |
| 4 × 100 m gyors                                                              | Olaszország · Francesco Donin · Andrea Toniato · Dario Palladino · Fabio Gimondi | 3:28,48  | Németország · Joel Ax · Melvin Herrmann · Manuel Belzer · Soren Barthel  | 3:29,78  | Belgium · Jasper Aerents · Matthias De Geeter · Dieter Dekoninck · Axel Vandevelde | 3:32,41  |
| 4 × 100 m vegyes                                                             | Oroszország · Pavel Kosmynin · Kirill Chibisov · Egor Volkov · Ivan Udalov       | 3:50,52  | Németország · Alexander Peter · Melvin Herrmann · Troy Arnicke · Joel Ax | 3:51,60  | Egyesült Királyság · Adam John · Karl Botha · Douglas Scott · Thomas Parris        | 3:51,66  |

## Női
| A 2007. évi nyári európai ifjúsági olimpiai fesztivál női érmesei úszásban |                                                                                     |         |                                                                              |         |                                                                                  |         |
| Versenyszám                                                                | Arany                                                                               | Arany   | Ezüst                                                                        | Ezüst   | Bronz                                                                            | Bronz   |
| 50 m gyors                                                                 | Silvia Di Pietro · Olaszország                                                      | 26,23   | Silke Lippok · Németország                                                   | 26,62   | Dobár Éva · Magyarország                                                         | 26,83   |
| 100 m gyors                                                                | Sarah Sjostrom · Svédország                                                         | 56,46   | Silke Lippok · Németország                                                   | 57,87   | Nicole Villani · Olaszország                                                     | 58,82   |
| 200 m gyors                                                                | Melanie Radicke · Németország                                                       | 2:04,23 | Ursa Bezan · Szlovénia                                                       | 2:06,45 | Lucy Ellis · Egyesült Királyság                                                  | 2:06,55 |
| 400 m gyors                                                                | Melanie Radicke · Németország                                                       | 4:21,11 | Aimee Willmott · Egyesült Királyság                                          | 4:21,40 | Grainne Murphy · Írország                                                        | 4:21,89 |
| 800 m gyors                                                                | Jessica Thielmann · Egyesült Királyság                                              | 8:53,48 | Kapás Boglárka · Magyarország                                                | 8:54,55 | Melanie Radicke · Németország                                                    | 8:55,99 |
| 100 m hát                                                                  | Alevtina Orlova · Oroszország                                                       | 1:04,24 | Klaudia Nazieblo · Lengyelország                                             | 1:05,73 | Marie Jugnet · Franciaország                                                     | 1:05,74 |
| 200 m hát                                                                  | Marie Jugnet · Franciaország                                                        | 2:16,32 | Klaudia Nazieblo · Lengyelország                                             | 2:18,72 | Aimee Willmott · Egyesült Királyság                                              | 2:18,92 |
| 100 m mell                                                                 | Pamela Gabrieli · Olaszország                                                       | 1:12,75 | Sara Lougher · Egyesült Királyság                                            | 1:13,47 | Czifra Cecília · Magyarország                                                    | 1:14,21 |
| 200 m mell                                                                 | Pamela Gabrieli · Olaszország                                                       | 2:34,58 | Noora Laukkanen · Finnország                                                 | 2:36,31 | Temesszentandrási Eszter · Magyarország                                          | 2:37,73 |
| 100 m pillangó                                                             | Silvia Di Pietro · Olaszország                                                      | 1:00,60 | Sarah Sjostrom · Svédország                                                  | 1:00,69 | Sophie Ward · Egyesült Királyság                                                 | 1:02,56 |
| 200 m pillangó                                                             | Sophie Ward · Egyesült Királyság                                                    | 2:17,43 | Alessia Polieri · Olaszország                                                | 2:17,91 | Judith Ignacio · Spanyolország                                                   | 2:18,10 |
| 200 m vegyes                                                               | Aimee Willmott · Egyesült Királyság                                                 | 2:19,37 | Katarina Listopadova · Szlovákia                                             | 2:21,51 | Jókay Orsolya · Magyarország                                                     | 2:23,11 |
| 400 m vegyes                                                               | Aimee Willmott · Egyesült Királyság                                                 | 4:50,32 | Anna Yevchak · Ukrajna                                                       | 4:57,57 | Amalie Emma Thomsen · Dánia                                                      | 4:59,42 |
| 4 × 100 m gyors                                                            | Németország · Melanie Radicke · Juliane Reinhold · Silke Lippok · Paulina Schmiedel | 3:54,64 | Egyesült Királyság · Lucy Ellis · Sophie Ward · Emma Graham · Stephanie King | 3:55,89 | Svédország · Lovisa Ericsson · Josefin Lindkvist · Sarah Sjostrom · Ida Lindborg | 3:57,01 |
| 4 × 100 m vegyes                                                           | Olaszország · Aglaia Pezzato · Silvia Di Pietro · Pamela Gabrieli · Nicole Villani  | 4:19,59 | Magyarország · Bagó Antónia · Czifra Cecília · Dobár Éva · Földházi Zsófia   | 4:21,22 | Németország · Paulina Wiechmann · Lena Kalla · Anna-Marie Macht · Silke Lippok   | 4:22,85 |

## Vegyes
| A 2007. évi nyári európai ifjúsági olimpiai fesztivál vegyes váltó érmesei úszásban |                                                                               |         |                                                                                           |         |                                                                                            |         |
| Versenyszám                                                                         | Arany                                                                         | Arany   | Ezüst                                                                                     | Ezüst   | Bronz                                                                                      | Bronz   |
| 4 × 200 m vegyes                                                                    | Oroszország · Ivan Udalov · Danila Izotov · Antonina Faustova · Vera Artemova | 8:02,74 | Olaszország · Dario Palladino · Francesco Donin · Chiara Masini Luccetti · Nicole Villani | 8:05,83 | Lengyelország · Wojciech Szamotulski · Aleksy Otlowski · Natalia Pawlaczek · Mirela Olczak | 8:06,22 |